# ATC-kod C05: Medel vid hemorrojder och varicer
ATC-kod C05: Medel vid hemorrojder och varicer är en del av klassificeringssystemet ATC (Anatomical Therapeutic Chemical Classification System) för läkemedel och vissa andra medicinska produkter. ATC utvecklas av WHO och består av alfanumeriska koder indelade i grupper utifrån anatomi, medicinsk funktion och läkemedelstyp på 5 olika kodnivåer. Denna sida utgör innehållet i en specifik grupp på nivå 2.

## C05A Medel vidhemorrojderochanalfissurerför utvärtes bruk

### C05AAGlukokortikoider
C05AA01 Hydrokortison
C05AA04 Prednisolon
C05AA05 Betametason
C05AA06 Fluormetolon
C05AA08 Fluorkortolon
C05AA09 Dexametason
C05AA10 Fluocinolonacetonid
C05AA11 Fluocinonid

### C05ABAntibiotika
Inga undergrupper.

### C05ADLokalanestetika
C05AD01 Lidokain
C05AD02 Tetrakain
C05AD03 Bensokain
C05AD04 Cinkokain
C05AD05 Prokain
C05AD06 Oxetakain
C05AD07 Pramokain

### C05AEMuskelrelaxerande medel
C05AE01 Glyceryltrinitrat
C05AE02 Isosorbiddinitrat

### C05AX Övriga utvärtes antihemorrojdalia
C05AX01 Aluminium-preparat
C05AX02 Vismut-preparat, kombinationer
C05AX03 Övriga kombinationer
C05AX04 Zink-preparat
C05AX05 Tribenosid

## C05B Medel förvarix-behandling

### C05BA Utvärtes medel medheparinochheparinoidasubstanser
C05BA01 Heparin och heparinoida substanser
C05BA02 Natriumapolat
C05BA03 Heparin
C05BA04 Natriumpentosanpolysulfat
C05BA51 Heparinoid, kombinationer
C05BA53 Heparin, kombinationer

### C05BB Medel försklerosering
C05BB01 Monoetanolamin
C05BB02 Polidokanol
C05BB03 Inverterat socker
C05BB04 Natriumtetradecylsulfat
C05BB05 Fenol
C05BB56 Glukos, kombinationer

### C05BX Övriga medel försklerosering
C05BX01 Kalciumdobesilat
C05BX51 Kalciumdobesilat, kombinationer

## C05CKapillär-stabiliserande medel

### C05CABioflavonoider
C05CA01 Rutin
C05CA02 Monoxerutin
C05CA03 Diosmin
C05CA04 Troxerutin
C05CA05 Hidrosmin
C05CA51 Rutin, kombinationer
C05CA53 Diosmin, kombinationer
C05CA54 Troxerutin, kombinationer

### C05CX Övriga kapillärstabiliserande medel
C05CX01 Tribenosid

### Engelska
- WHO Collaborating Centre for Drug Statistics Methodology - ATC Index
- WHO Collaborating Centre for Drug Statistics Methodology - ATCvet Index

### Svenska
- SIL online
- FASS.se - ATC
- FASS.se - Veterinär-ATC
- Sök läkemedelsfakta - Läkemedelsverket
- Socialstyrelsen : Klassifikationer
- Nationellt produktregister för läkemedel - NPL